# I. J. Parker
Pour les articles homonymes, voir Parker.
Ingrid J. Parker, née en 1936 à Munich, en Allemagne, est une romancière américaine, auteur de roman policier historique.

## Biographie
Elle est élevée en Allemagne. Elle entreprend des études supérieures à l'Université de Munich, qu'elle poursuit aux États-Unis, où elle obtient une maîtrise de l'Université du Texas à Austin en 1962, et un doctorat de l'Université du Nouveau-Mexique en 1971. Épouse d'Anthony R. Parker, elle devient professeur de langues étrangères à l'Université d'État de Norfolk en Virginie avant de se consacrer entièrement à l'écriture.
Grande spécialiste de la culture et de l'histoire du Japon, elle fait paraître en 1997 dans le Alfred Hitchcock's Mystery Magazine la nouvelle Instruments of Murder où apparaît pour la première fois l'enquêteur Sugarawa Akitada. Cette nouvelle décroche un prix Shamus. À partir de 2002, paraît L'Énigme de la porte de Rashomon (Rashomon Gate), premier roman de la série policière consacrée à ce héros nippon, dont l'action se situe dans le Japon de l'époque de Heian. De l'aveu même de d'Ingrid J. Parker, les aventures de Sugarawa sont largement inspirées de celles du Juge Ti, le célèbre limier chinois du néerlandais Robert Van Gulik.

## Œuvre

### Romans

#### SérieLes Enquêtes de Sugarawa Akitada
Présentation par ordre chronologique de la série.
| Date de publication originale | Titre français                   | Date de publication en français | Numéro | Titre anglais                                 |
| ----------------------------- | -------------------------------- | ------------------------------- | ------ | --------------------------------------------- |
| 2005                          | L'Énigme du dragon-tempête       | 2006                            | 01     | The Dragon Scroll                             |
| 2002                          | L'Énigme de la porte de Rashomon | 2007                            | 02     | Rashomon Gate                                 |
| 2006                          | L'Énigme de la flèche noire      | 2008                            | 03     | Black Arrow                                   |
| 2007                          | L'Énigme du second prince        | 2009                            | 04     | Island of Exiles                              |
| 2003                          | L'Énigme du paravent des enfers  | 2010                            | 05     | The Hell Screen                               |
| 2009                          | Le Sabre du condamné             | 2011                            | 06     | The Convict's Sword                           |
| 2010                          |                                  |                                 | 07     | The Masuda Affair                             |
| 2011                          |                                  |                                 | 08     | The Fires of the Gods                         |
| 2011                          |                                  |                                 | HS     | Akitada and the Way of Justice (11 nouvelles) |
| 2011                          |                                  |                                 | 09     | Death on an Autumn River                      |
| 2011                          |                                  |                                 | 10     | The Emperor's Woman                           |
| 2013                          |                                  |                                 | 11     | Death of a Doll Maker                         |
| 2014                          |                                  |                                 | 12     | The Crane Pavilion                            |
| 2014                          |                                  |                                 | 13     | The Old Men of Omi                            |
| 2015                          |                                  |                                 | 14     | The Shrine Virgin                             |
| 2015                          |                                  |                                 | 15     | The Assassin's Daughter                       |
| 2016                          |                                  |                                 | 16     | The Island of the Gods                        |
| 2017                          |                                  |                                 | 17     | Ikiryo: Vengeance and Justice                 |
| 2018                          |                                  |                                 | 18     | The Kindness of Dragons                       |
| 2019                          |                                  |                                 | 19     | The Nuns of Nara                              |
| 2020                          |                                  |                                 | 20     | Massacre at Shirakawa                         |

L'ordre de parution en français chez Belfond, et ensuite en poche chez 10-18 dans la collection « Grands Détectives », ne respecte pas l'ordre initial de parution : L'Énigme du paravent des Enfers a été traduit en tant que 5e volume, alors qu'il est originellement paru comme le 2e volume de la série. De même, L'Énigme du Dragon-Tempête correspond à la première des histoires du magistrat Akitada. Ces changements replacent les ouvrages dans l'ordre chronologique de la série.

#### SérieThe Hollow Reed
Série historique en trois volumes se déroulant à la fin du XIIe siècle (guerres de Heike, fin de l'âge impériale et Shogunat de Minamoto Yoritomo) (exclusivité Kindle en anglais, aucune traduction française pour le moment).
| Date de publication originale | Titre français | Date de publication en français | Titre anglais                     |
| ----------------------------- | -------------- | ------------------------------- | --------------------------------- |
| 2011                          |                |                                 | Book One: Dream of a Spring Night |
| 2011                          |                |                                 | Book Two: Unsheathed Swords       |
| 2011                          |                |                                 | Book Three: Dust Before the Wind  |

#### Autres romans
- The Sword Master (2012)
- The Left-Handed God (2013), roman historique situé en Allemagne.

### Courts romans (novellas) et nouvelles

#### SérieAkitada Sugarawa
- Instruments of Murder (1997)
- The Curio Dealer's Wife (1997)
- A Master of Go (1998)
- Akitada's First Case (1999)
- Rain at Rashomon (2000)
- The New Year's Gift (2001)
- Welcoming the Paddy God (2001)
- Death and Cherry Blossoms (2002)
- The O-Bon Cat (2003)
- The Kamo Horse (2003)
- The Tanabata Magpie (2005)
- Moon Cakes (2007)
- The Incense Murder (2009)
- Fox Magic (2011)
- Water Sprite (2011)
- Confessions (2012)

### Recueil de nouvelles
- Shaken: Stories for Japan (2011), recueil collectif en collaboration avec Brett Battles, Cara Black, Dale Furutani, Timothy Hallinan, Naomi Hirahara, Wendy Hornsby, Debbi Mack, Gary Philips et C.J. West